# دارين فورمان
دارين فورمان (بالإنجليزية: Darren Foreman)‏ هو لاعب كرة قدم بريطاني، ولد في 12 فبراير 1968 في ساوثهامبتون في المملكة المتحدة. لعب مع نادي بارنسلي ونادي بارو ونادي سكاربورو ونادي كرو ألكساندرا.